# Ralph Lewis
Pour les articles homonymes, voir Lewis.
Ralph (Percy) Lewis est un acteur américain, né le 8 octobre 1872 à Chicago — secteur communautaire d'Englewood (Illinois), mort le 4 décembre 1937 à Los Angeles (Californie).

## Biographie
Ralph Lewis (époux de l'actrice Vera Lewis) entame sa carrière d'acteur au théâtre et joue à Broadway (New York) dans cinq pièces à partir de 1899. La dernière est The Fight de Bayard Veiller (avec Harrison Ford et Margaret Wycherly), représentée en 1912. Entretemps, citons When Knighthood Was in Flower (avec Frank Reicher et Tyrone Power Sr.), adaptation du roman éponyme de Charles Major (en), jouée en 1904 ; à noter que la même année, il collabore à une autre adaptation de ce roman en opéra-comique, titré A Madcap Princess.
Au cinéma, il contribue à cent-soixante-dix films américains, majoritairement muets (dont des courts métrages), le premier sorti en 1912. Mentionnons Naissance d'une nation de D. W. Griffith (1915, avec Lillian Gish et Henry B. Walthall), Dans les bas-fonds de Sidney Franklin (1919, avec Mary Pickford et Kenneth Harlan), Eugénie Grandet de Rex Ingram (1921, avec Alice Terry et Rudolph Valentino), ou encore L'Éveil de la bête d'Arthur Rosson (1921, avec Betty Compson et Claire McDowell).
Après le passage au parlant, Ralph Lewis tient des petits rôles (parfois non crédités) jusqu'en 1937, année où il meurt d'un accident de la route. Son dernier film est Les Flibustiers de Cecil B. DeMille (avec Fredric March et Akim Tamiroff), sorti en 1938. Signalons aussi quelques westerns, dont Frères dans la mort de Mack V. Wright (1933, avec John Wayne et Henry B. Walthall).

## Théâtre à Broadway
(pièces, sauf mention contraire)
- 1899-1900 : Barbara Frietchie de Clyde Fitch : Caporal Perkins
- 1904 : When Knighthood Was in Flower, adaptation par Paul Kester du roman éponyme de Charles Major, production de Charles Frohman : rôle non spécifié
- 1904 : Der Sohn der Wildnis (Ingomar) de Friedrich Halm, adaptation de Maria Lovell, production de Charles Frohman : rôle non spécifié
- 1904 : A Madcap Princesse, opéra-comique, musique de Ludwig Engländer, livret d'Harry B. Smith, d'après le roman When Knighthood Was in Flower de Charles Major : Cardinal Wolsey
- 1907 : The Primrose Path de (et produite par) Bayard Veiller, mise en scène de Ferdinand Gottschalk et Charles Sinclair : rôle non spécifié
- 1912 : The Fight de (et mise en scène par) Bayard Veiller : rôle non spécifié

## Filmographie partielle

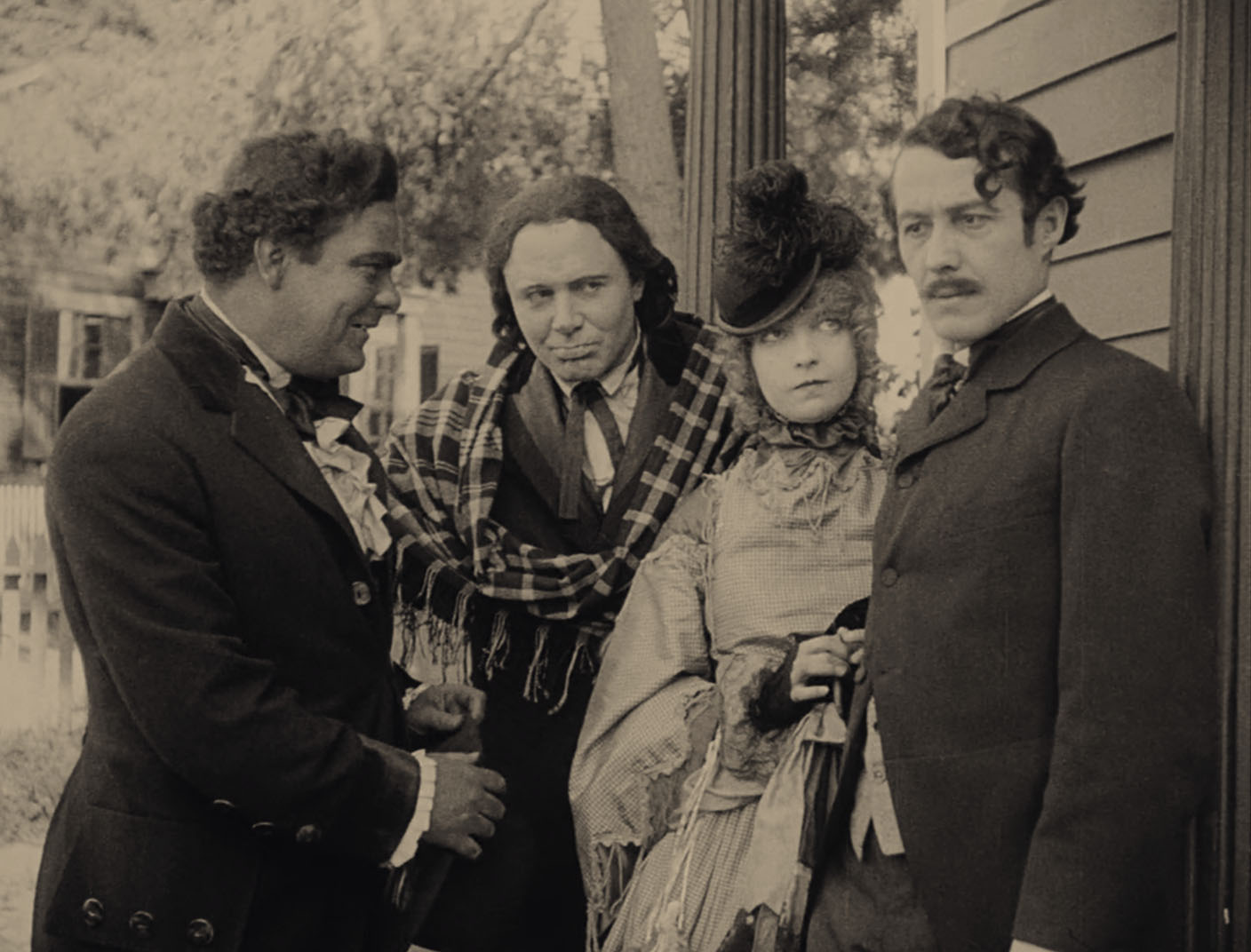
De g. à d. : George Siegmann, Ralph Lewis, Lillian Gish et Henry B. Walthall, dans Naissance d'une nation (1915)

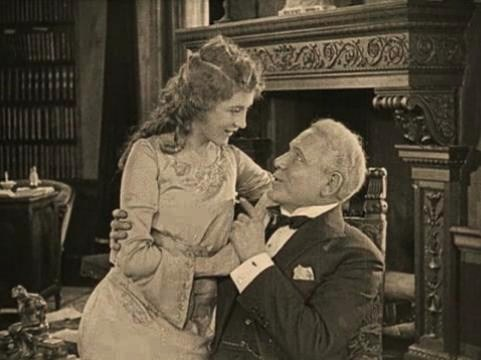
Avec Mary Pickford, dans Dans les bas-fonds (1919)

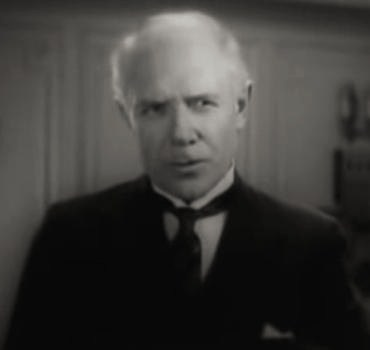
Dans Mystery Liner (1934)

(CM = court métrage)

### Années 1910
- 1913 : The Pseudo Prodigal de Raoul Walsh (CM) : Le père
- 1913 : The Open Road d'Oscar Apfel (CM) : Le père de Tom
- 1914 : The Escape de D. W. Griffith : Le sénateur
- 1914 : The Floor Above de James Kirkwood Sr. (CM) : Jerome
- 1914 : The Wrong Prescription de Jack Conway (CM) : Un chirurgien
- 1914 : La Conscience vengeresse (The Avenging Conscience) de D. W. Griffith : Le détective
- 1914 : The Smugglers of Sligo de Christy Cabanne (CM) : Un contrebandier
- 1914 : The Floating Call de Fred Kelsey (CM) : L'éditeur de la ville
- 1915 : The Comeback de Raoul Walsh (CM) : Fred Dennison
- 1915 : The Outcast de John B. O'Brien : Le juge
- 1915 : The Smuggler de Raoul Walsh (CM) : John Sampson
- 1915 : Jordan Is a Hard Road d'Allan Dwan : Jim Starbuck
- 1915 : Naissance d'une nation (The Birth of a Nation) de D. W. Griffith : Austin Stoneman
- 1916 : The Flying Torpedo de John B. O'Brien : Le chef du comité
- 1916 : La Conquête de l'or (A Sister of Six) de Chester M. Franklin et Sidney Franklin : Caleb Winthrop
- 1916 : Intolérance (Intolerance : Love's Struggle Throughout the Ages) de D. W. Griffith : Le gouverneur
- 1916 : Les parents fautent, les enfants paient (The Children Pay) de Lloyd Ingraham : Theodore Ainsley
- 1916 : Macbeth de John Emerson : Banquo
- 1916 : La Filleule des bûcherons (Hell-to-Pay Austin) de Paul Powell : « Dad » Dawson
- 1916 : Gretchen the Greenhorn de Chester M. Franklin et Sidney Franklin
- 1917 : Ça... c'est la vie ! (This Is the Life) de Raoul Walsh : Comte Herman von Nuttenberg
- 1917 : Un drame d'amour sous la Révolution (A Tale of Two Cities) de Frank Lloyd : Roger Cly
- 1917 : The Silent Lie de Raoul Walsh : Hatfield
- 1918 : La Flamme et le Papillon (The Talk of the Town) de Allen Holubar
- 1918 : Amour (Fires of Youth) de Rupert Julian : John Linforth
- 1918 : Revenge de Tod Browning : « Sudden » Duncan
- 1919 : La Vallée des géants (The Valley of the Giants) de James Cruze : Colonel Pennington
- 1919 : Charité (The Mother and the Law) de D. W. Griffith : Le gouverneur
- 1919 : Cauchemars et Superstitions (When the Clouds Roll By) de Victor Fleming : Curtis Brown
- 1919 : The Long Lane's Turning de Louis Chaudet : Gouverneur Eveland
- 1919 : Dans les bas-fonds (The Hoodlum) de Sidney Franklin : Alexander Guthrie
- 1919 : Le Voile de l'avenir (ou Les Trois Routes ; Eyes of Youth) d'Albert Parker : Robert Goring

### Années 1920
- 1920 : Les Révoltés (Outside the Law) de Tod Browning : « Silent » Madden
- 1921 : L'Enfant du passé (Sowing the Wind) de John M. Stahl : Brabazon
- 1921 : Eugénie Grandet (The Conquering Power) de Rex Ingram : Félix Grandet
- 1921 : A Private Scandal de Chester M. Franklin : Phillip Lawton
- 1921 : Une mère (Salvage) de Henry King : Cyrus Ridgeway
- 1921 : L'Éveil de la bête (Prisoners of Love) d'Arthur Rosson : Le père de Blanche
- 1922 : Le Bébé de cinq dollars (The Five Dollar Baby) d'Harry Beaumont : Ben Shapinsky
- 1922 : In the Name of the Law (en) d'Emory Johnson : Patrick O'Hara
- 1922 : Cœur de père (Flesh and Blood) d'Irving Cummings : Fletcher Burton
- 1922 : The Sin Flood de Frank Lloyd : Fraser
- 1922 : Broad Daylight d'Irving Cummings : Peter Fay
- 1922 : The Third Alarm d'Emory Johnson
- 1923 : Un nouveau Napoléon (Tea : With a Kick!) d'Erle C. Kenton : Jim Day
- 1923 : Desire de Rowland V. Lee : De Witt Harlan
- 1923 : Blow Your Own Horn de James W. Horne : Nicholas Small
- 1923 : The West~Bound Limited d'Emory Johnson
- 1923 : The Fog de Paul Powell : Jonathan Forge
- 1924 : La vie et la mort ont croisé le fer (In Every Woman's Life) de Irving Cummings
- 1924 : Untamed Youth d'Émile Chautard : Joe Ardis
- 1924 : Dante's Inferno de Henry Otto : Mortimer Judd
- 1924 : Hello, 'Frisco de Slim Summerville
- 1924 : The Man Who Came Back d'Emmett J. Flynn : Thomas Potter
- 1924 : East of Broadway de William K. Howard : Le commissaire
- 1925 : Un joueur enragé (The Bridge of Sighs) de Phil Rosen : William Craig
- 1925 : Who Cares de David Kirkland : Grand-père Ludlow
- 1925 : The Million Dollar Handicap de Scott Sidney : John Porter
- 1925 : The Re-Creation of Brian Kent (en) de Sam Wood : Homer Ward
- 1925 : The Last Edition d'Emory Johnson
- 1925 : The Bridge of Sighs de Phil Rosen
- 1925 : One of the Bravest de Frank O'Connor : Johnny Kelly
- 1926 : The Lady from Hell de Stuart Paton : Comte de Kennet
- 1926 : Shadow of the Law de Wallace Worsley : Brophy
- 1926 : Le Bel Âge (Fascinating Youth) de Sam Wood : John Ward
- 1926 : Bigger Than Barnum's de Ralph Ince : Peter Blandin
- 1927 : Held by the Law d'Ernst Laemmle : George Travis
- 1927 : The Shield of Honor d'Emory Johnson
- 1927 : The Sunset Derby d'Albert S. Rogell : Sam Gibson
- 1928 : Outcast Souls de Louis Chaudet : John Turner
- 1929 : La Fille dans la cage de verre (The Girl in the Glass Cage) : John Cosgrove

### Années 1930
- 1930 : Abraham Lincoln de D. W. Griffith : Un membre du cabinet de Lincoln
- 1930 : The Bad One de George Fitzmaurice : Blochet
- 1932 : Quatre de l'aviation (The Lost Squadron) de George Archainbaud : Joe
- 1932 : La Ruée (American Madness) de Frank Capra : Le juge
- 1932 : McKenna of the Mounted de D. Ross Lederman : Kennedy
- 1932 : Strange Justice (en) de Victor Schertzinger : Un gardien de prison
- 1932 : Fille de feu (Call Her Savage) de John Francis Dillon : Le docteur
- 1932 : The Death Kiss d'Edwin L. Marin : Winchell
- 1933 : Sucker Money de Dorothy Davenport et Melville Shyer : John Walton
- 1933 : Somewhere in Sonora de Mack V. Wright : M. Kelly Burton
- 1934 : Badge of Honor de Spencer Gordon Bennet : Randall Brewster
- 1934 : Ready for Love (en) de Marion Gering : M. Thompson
- 1934 : Mystery Liner de William Nigh : Professeur Grimson
- 1935 : Behind the Green Lights (en) de Christy Cabanne : Le deuxième juge / L'avocat
- 1935 : Sunset Range de Ray McCarey : Le shérif
- 1935 : Docteur Socrate (Dr. Socrates) de William Dieterle : Le propriétaire de la librairie
- 1935 : Swifty d'Alan James : Alec McNiel
- 1935 : Born to Battle de Harry S. Webb
- 1936 : San Francisco de W. S. Van Dyke : Un membre fondateur du club
- 1936 : Border Flight d'Otho Lovering : Le capitaine du bateau
- 1936 : Le Doigt qui accuse (The Accusing Finger) de James P. Hogan : Un sénateur
- 1937 : Place aux jeunes ou Au crépuscule de la vie (Make Way for Tomorrow) de Leo McCarey : Un homme d'affaires
- 1938 : Les Flibustiers (The Buccaneer) de Cecil B. DeMille : Une personnalité